# Южное Тапанули
Южное Тапанули (индон. Tapanuli Selatan) — округ в провинции Северная Суматра. Административный центр — город Сипирок.

## История
В 2007 году из округа Южное Тапанули были выделены округа Паданглавас и Северное Паданглавас

## Население
Согласно оценке 2010 года, на территории округа проживало 264 108 человек.

## Административное деление
Округ делится на следующие районы:
- Аэк-Билах
- Анкола-Барат
- Анкола-Селатан
- Анкола-Тимур
- Арсе
- Батанг-Анкола
- Батанг-Тору
- Маранчар
- Муара-Батанг-Тору
- Сайпар-Долок-Холе
- Саюн-Матинги
- Сиаис
- Сипирок